# Балунов Олександр Валентинович
Олександр Валентинович Балунов (19 березня 1973) — російський бас-гітарист. Один із засновників та екс-учасник панк-рок групи «Король и Шут».
З 1988 року заснував і грав на гітарі в групі «Контора» з однокласниками Олександром «Поручик» Щіголевим та Михайлом «Горшок» Горшенєвим. Пізніше група стала називатися «Король и Шут» і до постійного складу приєднався Андрій «Князь» Князєв. Після відходу з групи Дмитра Рябченка, Балу взяв до рук бас-гітару, а його місце зайняв запрошений Яків Цвіркунов.
2006 року, програвши в групі 18 років, ухвалив рішення про відхід. Зараз він живе в США з коханою жінкою Іриною Косіновской та котами Василем та Марусею. Займається творчою діяльністю, та зрідка виступав як бас-гітарист групи «Король и Шут», на їх американських гастролях.
У серпні 2016 року вийшла книга Олександра Балунова під назвою «Король и Шут. Между Купчино и Ржевкой».
У червні 2017 року вийшла книга Олександра Балунова під назвою «Король и Шут. Бесконечная история».
В 2018 році захворів на артрит рук, через що більше не зміг грати на концертах і останній концерт зіграв 19 липня 2018 року. 
У своїх соціальних мережах, разом з Марією Нефьодовою, стали єдиними учасниками гурту Король і Шут, що публічно підтримують Україну. Через це, у грудні 2024 року його оштрафували за ніби-то "дискредитацію армії Росії".